# ديك ليونارد
ديك ليونارد (بالإنجليزية: Richard Leonard)‏ هو صحفي وسياسي بريطاني، ولد في 12 ديسمبر 1930 في المملكة المتحدة. حزبياً، نشط في حزب العمال. في الانتخابات العامة في المملكة المتحدة 1970، انتخب عضو البرلمان الخامس والأربعون للمملكة المتحدة عن دائرة رومفورد (18 يونيو 1970 – 8 فبراير 1974).